# F.D.C. Willard

Taki ślad łapy Chester zrobił na kopii artykułu

F.D.C. Willard (Felis Domesticus Chester Willard) – kot syjamski żyjący w latach 70. XX wieku w stanie Michigan w Stanach Zjednoczonych, którego podano jako współautora jednej pracy naukowej z dziedziny fizyki niskich temperatur i autora innej. Kot nosił imię Chester i należał do amerykańskiego naukowca Jacka H. Hetheringtona pracującego na Michigan State University w East Lansing w stanie Michigan.

## Artykuł w „Physical Review Letters”
Amerykański fizyk i matematyk Jack H. Hetherington, pracujący na Michigan State University, postanowił w 1975 r. opublikować wyniki swoich badań na temat fizyki niskich temperatur w czasopiśmie naukowym „Physical Review Letters”. Jego kolega, któremu przekazał kopię pracy, zwrócił uwagę, że Hetherington napisał tekst w pierwszej osobie liczby mnogiej. Ponieważ „Physical Review Letters” dopuszczało taką formę tylko wtedy, gdy praca została napisana przez co najmniej dwóch autorów, naukowiec znalazł sposób, aby uniknąć korekty rozprawy w pierwszej osobie liczby pojedynczej lub poszukiwania współautora. W czasach, kiedy komputerowe procesory tekstu nie były jeszcze w użyciu, korekta pracy oznaczała przepisanie jej całej na maszynie, na co Hetherington nie miał ochoty.
Hetherington miał kota syjamskiego wabiącego się Chester, którego ojcem był Willard. Obawiając się, aby znajomi nie rozpoznali imienia jego zwierzęcia, uznał, że lepszym rozwiązaniem będzie posłużenie się inicjałami. Ponadto naukowiec zdawał sobie sprawę z tego, że Amerykanie posiadają co najmniej dwa imiona, dlatego wykorzystał nazwę gatunkową kota domowego. W ten sposób utworzył nazwisko F.D.C. Willard, odpowiednio: F.D. – skrót od Felis domesticus, C. – Chester, imię kota Hetheringtona, Willard – imię ojca Chestera, syjamskiego kota mieszkającego w Aspen.
Pierwsza praca, której „współautorem” był F.D.C. Willard, nosiła tytuł Two-, Three-, and Four-Atom Exchange Effects in bcc ³He i ukazała się w numerze 35. „Physical Review Letters” (listopad 1975). Dotyczyła ona właściwości izotopu helu ³He, będącego w stanie stałym o układzie krystalograficznym regularnym przestrzennie centrowanym.
Sprawa się wydała, gdy niezapowiedziany gość na uniwersytecie, nie zastawszy profesora Hetheringtona, zapytał, czy mógłby rozmawiać z współautorem tekstu, Willardem. Otrzymawszy następnie od wydawnictwa kopię artykułu, główny autor zanurzył łapę Chestera w atramencie i przycisnął ją do kartki ze stroną tytułową i tamże złożył swój podpis. Następnie około dziesięciu takich kopii artykułu, „podpisanych” przez obu autorów, rozesłał do przyjaciół. To sprawiło, że sprawa stała się głośna. Ponadto stało się też wiadome, że żona Hetheringtona sypiała z obydwoma autorami.

## Drugi artykuł F.D.C. Willarda
We wrześniu 1980 roku we francuskim czasopiśmie „Recherche” pojawił się drugi artykuł sygnowany przez F.D.C. Willarda (jako jedynego autora). Tym razem był to pseudonim autorów, badaczy francuskich i amerykańskich, wśród których był także Hetherington, którzy nie mogli uzgodnić pewnych merytorycznych szczegółów i uznali, że w przypadku błędności końcowych ustaleń odpowiedzialność za nie spadnie na F.D.C. Willarda. Ta praca również dotyczyła ³He – tym razem jego właściwości antyferromagnetycznych.

## Konsekwencje
W 1978 roku organizatorzy LT-15 (15. Międzynarodowa Konferencja Fizyki Niskich Temperatur) w Grenoble rozważali zaproszenie Willarda, ponieważ dotychczas ten autor nie wystąpił na żadnej konferencji. Jednak zrezygnowano z tego po ujawnieniu przez jednego z uczestników spotkania, że F.D.C. Willard jest prawdopodobnie kotem. Hetheringtona także nie zaproszono, być może przez to, że jego żart nie spodobał się organizatorom konferencji.
1 kwietnia 2014 roku American Physical Society ogłosiło, że wszystkie teksty opublikowane przez koty będą udostępniane za darmo; APS stwierdziło, że jest to „naturalna konsekwencja” dotychczasowej polityki towarzystwa, które jako jedne z pierwszych zarówno otworzyło łamy swoich publikacji dla kotów, jak i udostępniło część zasobów za darmo. APS zaznaczyło wszakże, że odtąd przyjmować będzie do druku jedynie teksty, których kot jest jedynym autorem
Choć F.D.C. Willard nie napisał więcej artykułów, w pracach innych autorów pojawiały się odniesienia do „informacji osobiście udzielonych”  przez niego, jak również podziękowania za „pomocne dyskusje”. Przykładem może być praca Rico Buchholza.
Artykuły F.D.C. Willarda były przedmiotem analizy dotyczącej współautorstwa tekstów naukowych przez zwierzęta. Obydwa artykuły były indeksowane ISI Web of Science, i według stanu na 2016 rok były cytowane 61 (tekst z 1975 roku) i 3 razy (tekst z 1980). Autorzy analizy zaznaczyli, że z czterech kryteriów współautorstwa według standardów International Committee of Medical Journal Editors (ICMJE), Chester niewątpliwie spełnił jeden (ostatecznie zaakceptował tekst w jego publikowanej wersji – przez odciśnięcie łapy na kopiach artykułu). Mógł także przyczynić się do procesu tworzenia (poprzez interakcje z autorem), aczkolwiek jego wkład (podobnie jak innych zwierzęcych autorów) nie został w artykule jasno sprecyzowany. Autorzy studium zaznaczyli, że biorąc pod uwagę wkład zwierząt w naukę (jako obiektów badań, w tym eksperymentów łączących się z cierpieniem, oraz źródła natchnienia dla badaczy) winny być one częściej upamiętniane jako mające „znaczący udział” w powstaniu tekstów naukowych.
Kwestia autorstwa tekstu Hetheringtona i Willarda była również przywoływana w dyskusji nad praktykami współautorstwa tekstów naukowych, a także w sprawie sądowej między dr Sandrą Troian a California Institute of Technology.